# Ke Seung-woon
Ke Seung-woon (* 26. Dezember 1943) ist ein ehemaliger nordkoreanischer Fußballspieler. Er wurde als Stürmer eingesetzt und stand im Kader der nordkoreanischen Mannschaft bei der Weltmeisterschaft 1966 in England, wo er die Trikotnummer 18 trug. In seiner Heimat soll er zudem noch beim Rodongja Sports Club aktiv gewesen sein.